# 合夥人 (電影)
《合夥人》（英語：The Company Men）是一部2010年美國劇情片，由約翰·威爾斯編劇兼執導，班·艾佛列克、克里斯·庫柏、凱文·科斯納、湯米·李·瓊斯、瑪麗亞·貝羅、羅絲瑪麗·德威特和格雷格·T·尼爾森主演。故事圍繞三個大男人在一家大公司的一輪企業裁員中度過一年的生活展開。
電影2010年1月22日在聖丹斯電影節上首映，並於2010年12月10日放映一週，2011年1月21日和加拿大在美國上映。

## 演員
- 班·艾佛列克飾演巴比·沃克（Bobby Walker）
- 湯米·李·瓊斯飾演金恩·麥克雷（Gene McClary）
- 克里斯·庫柏飾演菲爾·伍華（Phil Woodward）
- 凱文·科斯納飾演傑克·多蘭（Jack Dolan）
- 羅絲瑪麗·德威特飾演瑪姬·沃克（Maggie Walker）
- 瑪麗亞·貝羅飾演莎莉·威考（Sally Wilcox）
- 格雷格·T·尼爾森飾演吉姆·沙林傑（James Salinger）
- 伊門·沃克飾演丹尼（Danny）
- 达娜·埃斯科尔森飾演迪德雷·多蘭（Diedre Dolan）
- 派翠西亞·凱倫柏飾演辛西亞·麥克雷（Cynthia McClary）
- 卡迪·哈弗曼飾演喬安娜（Joanna）
- 肯特·夏克內克飾演赫伯·里特努尔（Herb Rittenour）
- 東妮·派特諾飾演喬伊斯·羅伯遜（Joyce Robertson）
- 蘭斯·格林飾演迪克·藍迪（Dick Landry）
- 瑪麗安·普倫基特飾演蘿娜（Lorna）

## 外部連結
- 互联网电影数据库（IMDb）上《合夥人》的资料（英文）
- AllMovie上《合夥人》的资料（英文）
- 豆瓣电影上《合夥人》的資料 （简体中文）
- 爛番茄上《合夥人》的資料（英文）
- Box Office Mojo上《合夥人》的資料（英文）